# Зальцо
Зальцо — деревня в Осташковском городском округе Тверской области.

## География
Находится в западной части Тверской области на расстоянии приблизительно 8 км на север-северо-восток по прямой от районного центра города Осташков на берегу северо-восточной части озера Селигер.

## История
Деревня была показана ещё на карте 1825 года. В 1859 году здесь (деревня Осташковского уезда) было учтено 53 двора, в 1941 — 60. До 2017 года входила в Сорожское сельское поселение Осташковского района до их упразднения.

## Население
Численность населения: 363 человека (1859 год), 8 (русские 100 %) в 2002 году, 5 в 2010.